# Nguyễn Thị Lan (Hà Nội)
Nguyễn Thị Lan (sinh ngày 10 tháng 5 năm 1974) là một nữ chính trị gia người Việt Nam. Bà hiện là đại biểu Quốc hội Việt Nam khóa XV( nhiệm kỳ 2021-2026) thuộc đoàn đại biểu thành phố Hà Nội, bà cũng là đại biểu Quốc hội Việt Nam khóa XIV (đại biểu lần đầu ứng cử và trúng cử), thuộc đoàn đại biểu thành phố Hà Nội, Ủy viên Uỷ ban Khoa học, Công nghệ và Môi trường của Quốc hội, Giám đốc Học viện Nông nghiệp Việt Nam. Bà có học vị Tiến sĩ và học hàm Giáo sư ngành Thú y.

## Xuất thân
Bà quê quán ở Xã Phú Kim, huyện Thạch Thất, TP Hà Nội.

## Sự nghiệp
Bà gia nhập Đảng Cộng sản Việt Nam ngày 22/6/2009.
Bà hiện là Bí thư Đảng ủy, Giám đốc Học viện Nông nghiệp Việt Nam, Ủy viên Uỷ ban Khoa học, Công nghệ và Môi trường của Quốc hội.

## Đại biểu Quốc hội Việt Nam khóa XIV nhiệm kì 2016-2021 và khóa XV nhiệm kì 2021-2026

### Ứng cử và trúng cử
Ngày 22 tháng 5 năm 2016, bà đã trúng cử đại biểu Quốc hội Việt Nam khóa XIV ở đơn vị bầu cử số 6 của thành phố Hà Nội, gồm các huyện Ứng Hòa, Mỹ Đức, Phú Xuyên, Thường Tín với tỉ lệ 67,62% số phiếu hợp lệ. Hai người khác cùng được bầu ở đơn vị bầu cử này là bà Trần Thị Quốc Khánh với 71,41% và ông Nguyễn Chiến với tỉ lệ 56,19%.
Ngày 22 tháng 5 năm 2021, bà đã trúng cử đại biểu Quốc hội Việt Nam khóa XV ở đơn vị bầu cử số 8 của thành phố Hà Nội, gồm các huyện Quốc Oai, Chương Mỹ và Thạch Thất.

### Vụ nổi loạn của nông dân xã Đồng Tâm
Xã Đồng Tâm thuộc huyện Mỹ Đức, nằm trong đơn vị bầu cử số 6 đã bầu bà làm đại biểu quốc hội khóa XIV. Tuy nhiên bà đã không có bất cứ phát biểu nào khi vụ bắt giữ con tin tại Đồng Tâm xảy ra. Hai người khác cùng được bầu làm đại biểu Quốc hội từ đơn vị bầu cử số 6 là Nguyễn Chiến và Trần Thị Quốc Khánh. Ông Nguyễn Chiến không có phát biểu gì. Còn bà Trần Thị Quốc Khánh thì cho biết vào ngày 21 tháng 4 năm 2017 rằng dân Đồng Tâm không liên lạc với bà dù bà đã công khai số điện thoại.